# Троянівка (Камінь-Каширський район)
Трояні́вка — село в Україні, у Маневицькій селищній громаді Камінь-Каширського району Волинської області. Населення становить 899 осіб. До 2020 орган місцевого самоврядування — Троянівська сільська рада.
На схід від села розташований ландшафтний заказник загальнодержавного значення «Кручене Озеро».

На південь від села розташований гідрологічний заказник місцевого значення «Озеро Болотне».

## Історія
У 1906 році містечко Городківської волості Луцького повіту Волинської губернії. Відстань від повітового міста 72 верст, від волості 16. Дворів 267, мешканців 1564.
12 червня 2020 року, відповідно до розпорядження Кабінету Міністрів України № 708-р «Про визначення адміністративних центрів та затвердження територій територіальних громад Волинської області», село увійшло у склад Маневицької селищної громади.
19 липня 2020 року, в результаті адміністративно-територіальної реформи та ліквідації  Маневицького району, село увійшло до складу новоутвореного Камінь-Каширського району.

## Населення
Згідно з переписом УРСР 1989 року чисельність наявного населення села становила 931 особа, з яких 421 чоловік та 510 жінок.
За переписом населення України 2001 року в селі мешкали 883 особи.

### Мова
Розподіл населення за рідною мовою за даними перепису 2001 року:
| Мова       | Відсоток |
| ---------- | -------- |
| українська | 99,89 %  |
| вірменська | 0,11 %   |

## Відомі люди
- Климчук Сергій Дмитрович (19.03.1969–17.08.2014) — боєць батальйону «Айдар», поліг при виконанні бойових обов'язків в с. Хрящувате Луганської області, під час АТО. В лютому 2016-го у Луцьку відкрито меморіальну дошку його честі. Почесний громадянин Луцька[7].
- Вацик Олексій Олегович (1994—2022) — старший матрос Збройних Сил України, учасник російсько-української війни, загинув у квітні 2022 року поблизу міста Оріхів Запорізької області, захищаючи Україну[8].

## Галерея

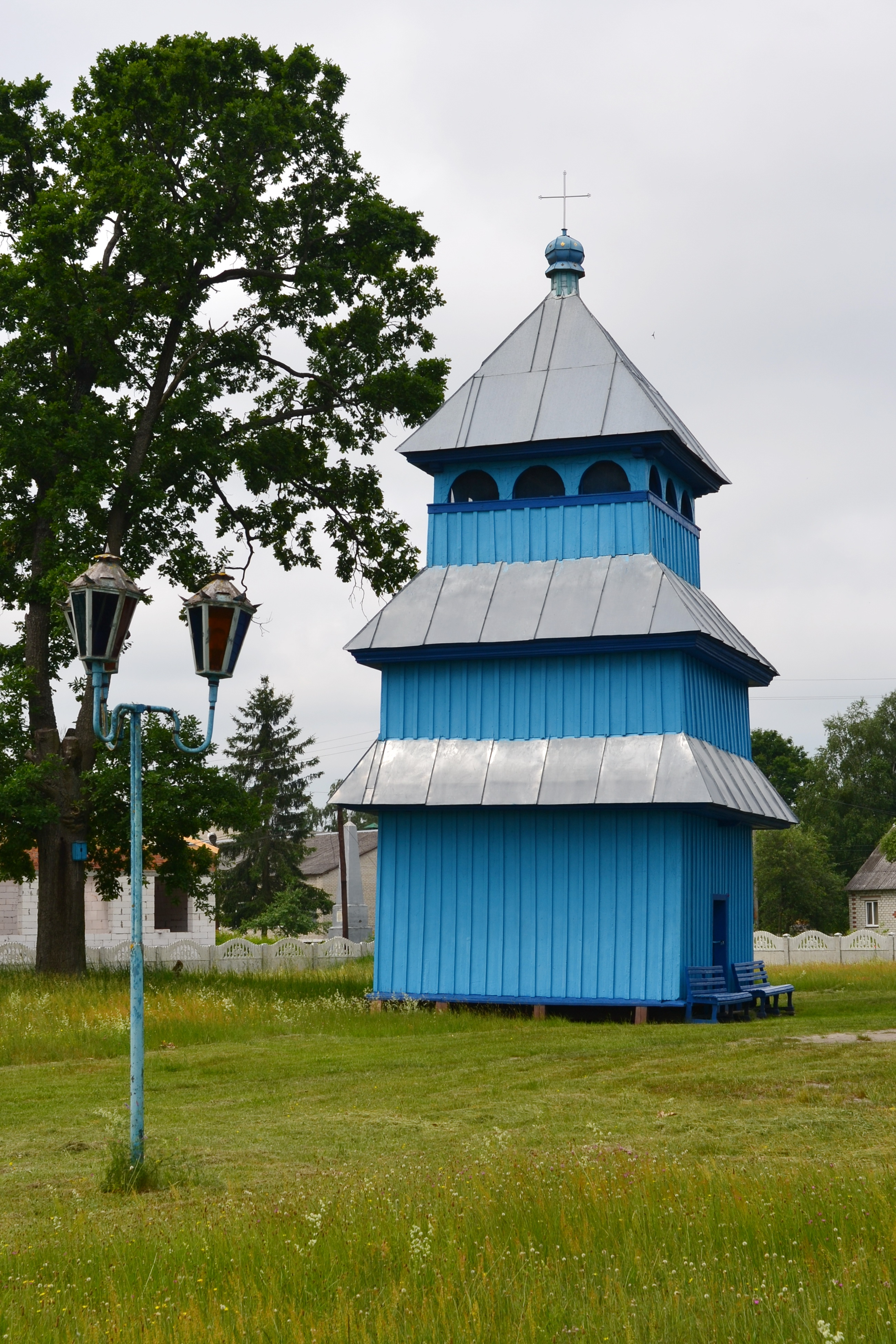
Дзвіниця церкви Різдва Богородиці (в центрі села)
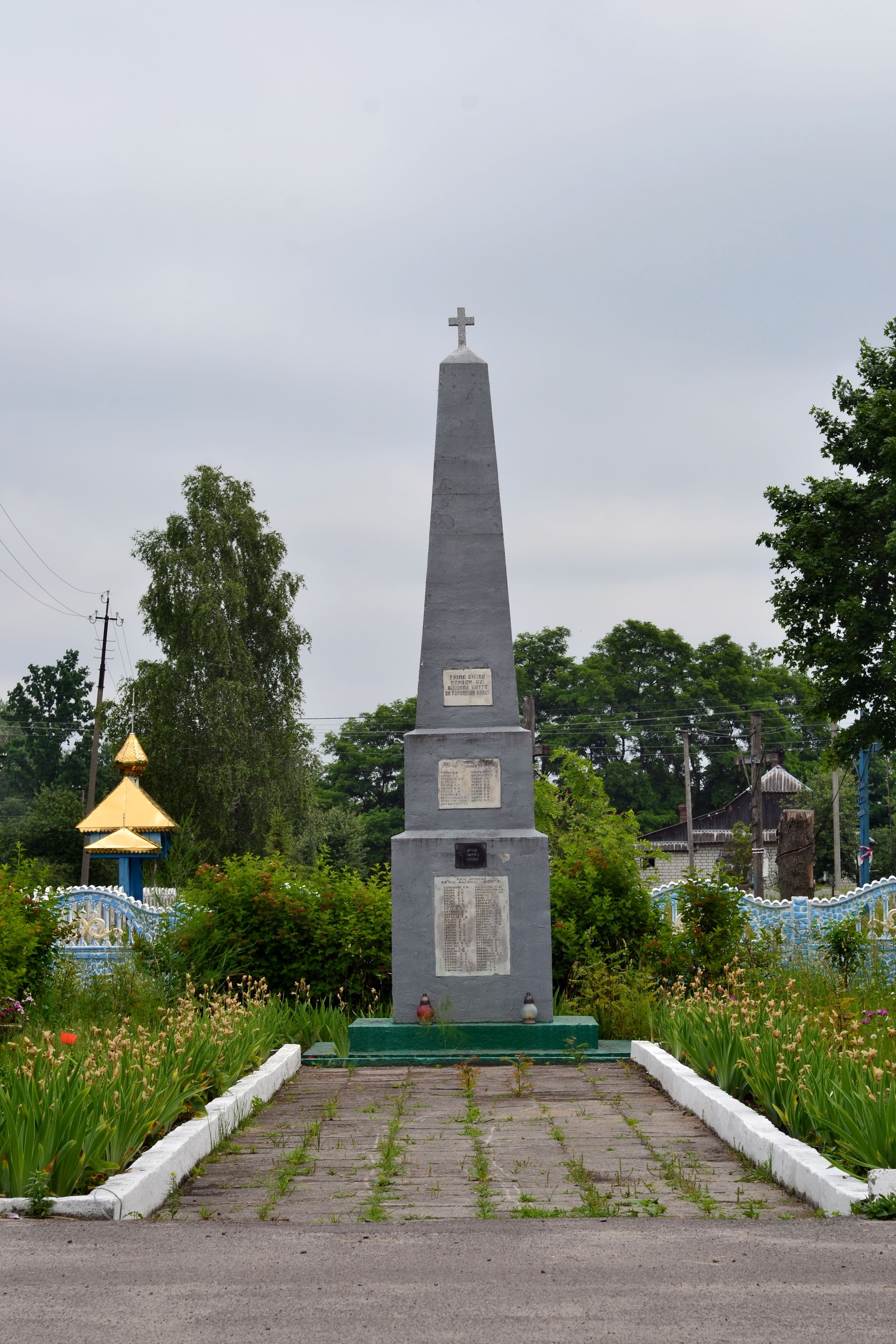
Пам'ятник землякам (навпроти школи)
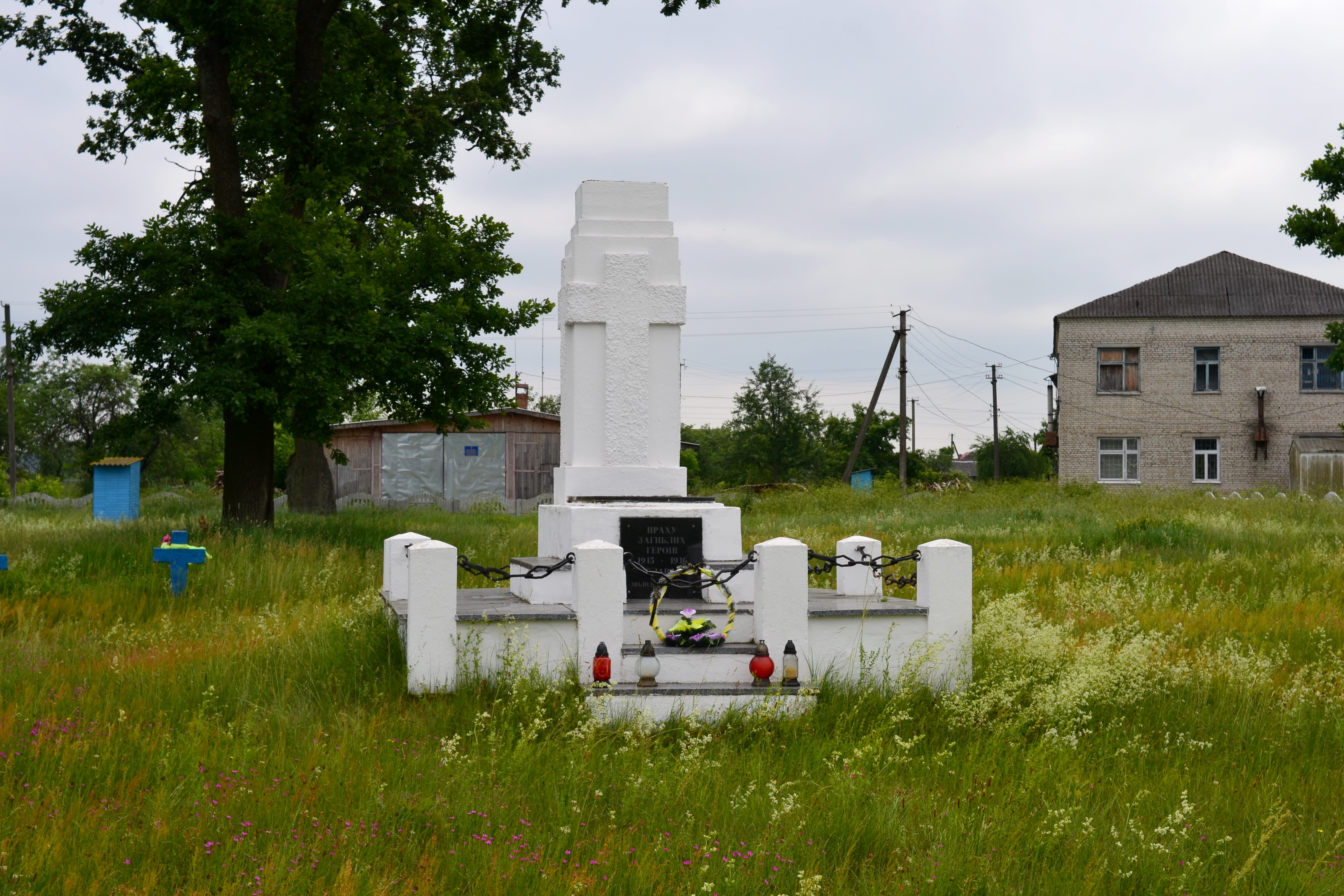
Дільниця братських могил російських воїнів (на території церкви)
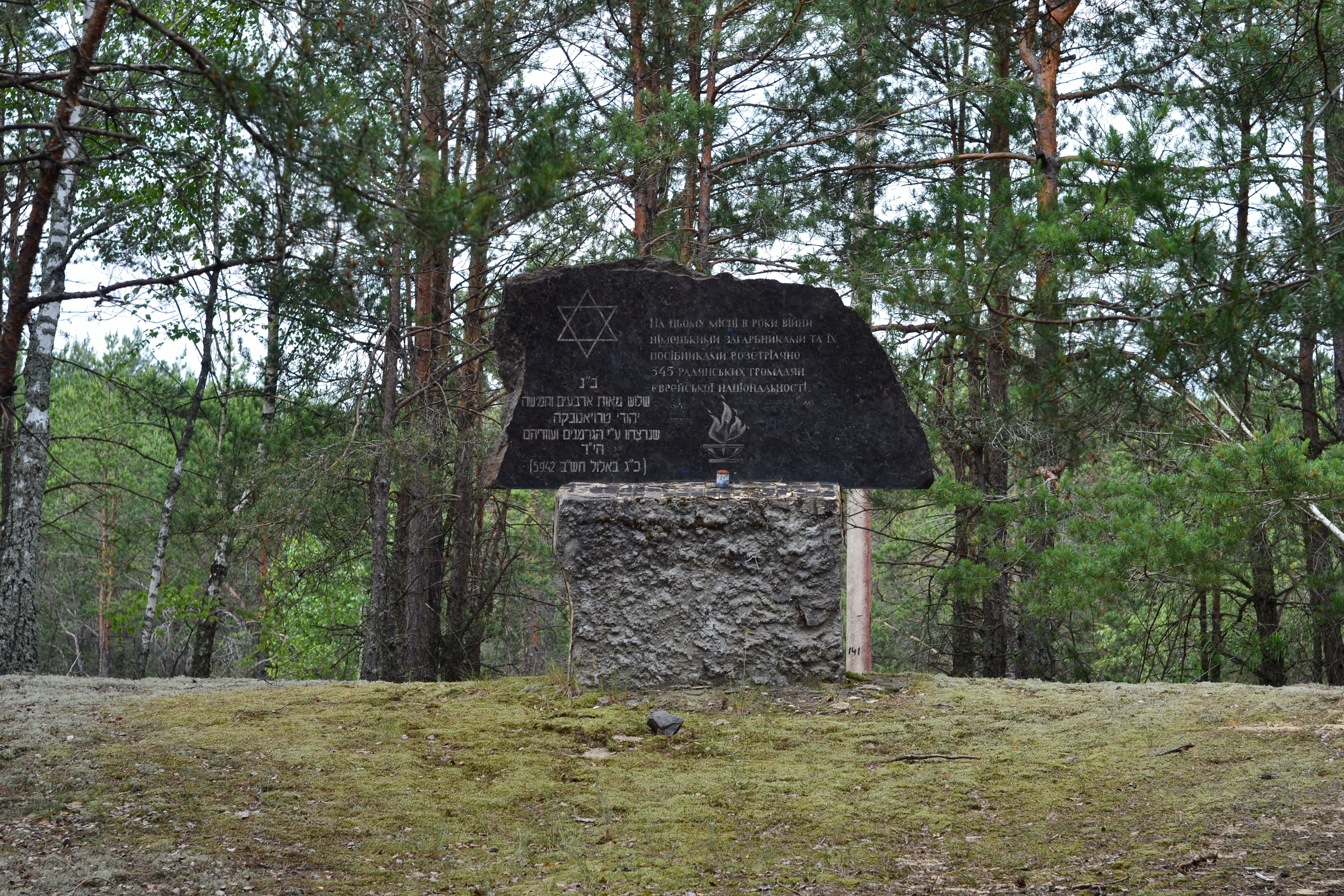
Могила розстріляних євреїв (у лісі, за 0,5 км на північ від села, неподалік дороги до с. Градиськ)